# Lisandra Teresa Ordaz Valdés
Lisandra Teresa Ordaz Valdés (* 25. November 1988 in Pinar del Río) ist eine kubanische Schachspielerin.

## Leben
Ihr erster Trainer in Pinar del Río war José Colls, später wurde sie dort von FIDE-Meister José Manuel Cruz Lima trainiert. In der kubanischen Nationalmannschaft wird sie von Großmeister Walter Arencibia trainiert.

## Erfolge
Im März 2003 gewann sie das XXI. Hermanos-Saíz-Memorial in Pinar del Río. Beim kubanischen Subzonenturnier im April 2004 in Santa Clara wurde sie hinter Maritza Arribas Robaina Zweite. Lisandra Ordaz erhielt dafür den Titel Internationaler Meister der Frauen (WIM). Im Oktober 2006 gewann sie, siebzehnjährig, die zentralamerikanische U20-Meisterschaft der weiblichen Jugend in Guatemala-Stadt. Bei der kubanischen Fraueneinzelmeisterschaft im Januar 2008 in Holguín wurde sie hinter Maritza Arribas Zweite und im Januar 2011, ebenfalls in Holguín, Dritte.
Seit Juni 2011 trägt sie den Titel Großmeister der Frauen (WGM). Die Normen hierfür erzielte sie mit dem Gewinn der mittelamerikanischen U20-Meisterschaft der Mädchen 2006, im Open des 45. Capablanca-Memorials im Juni 2010 in Havanna mit Übererfüllung (gleichzeitig eine IM-Norm und selbst hierfür eine Übererfüllung), bei der kubanischen Frauenmeisterschaft im Januar 2011 sowie im Open des 46. Capablanca-Memorials im Mai 2011. Weitere IM-Normen erzielte sie beim Panama Chess Open im November 2011 in Panama-Stadt und beim 25. Carlos-Torre-Memorial im Dezember 2013 im mexikanischen Mérida. Nachdem sie im November 2017 die erforderliche Schwelle von 2400 Elo-Punkten erreicht hatte, wurde für April 2018 der Titel Internationaler Meister (IM) beantragt, den sich auch erhielt.
Für die kubanische Frauennationalmannschaft spielte sie bei der Schacholympiade 2008 am zweiten Brett sowie den Schacholympiaden 2010, 2012 und 2014 am Spitzenbrett mit einem Gesamtergebnis von 24,5 Punkten aus 41 Partien. Bei der Schacholympiade 2010 belegte die kubanische Mannschaft, obwohl an 18 gesetzt, den vierten Platz. Das war das beste Ergebnis einer kubanischen Frauenmannschaft in der Geschichte der Schacholympiade.
Mit ihrer höchsten Elo-Zahl von 2414, die sie im November 2017 erreichte, war sie die erste Kubanerin, die je ein Rating von mehr als 2400 Punkten erreichte.